# 狄金森撞击坑
狄金森撞击坑（英語：Dickinson）位于北纬74.6度、东经177.2度，金星阿塔兰特地区东北部，直径69公里（43英里）。该撞击坑地质构成复杂，特点是部分中心环和坑底表面被雷达反射或明或暗的物质淹盖；除西部外，丘状、质地粗糙的喷发物分布在撞击坑周围各处，西部喷发物的缺乏可能表明形成该陨石坑的冲击可能是来自西面的斜向碰撞，从撞击坑东部坑壁喷发出的高雷达反射度流状物，可能意味着大量的碰撞熔岩，也可能是撞击坑形成期间从地下释放出火山物质的结果。
该撞击坑被命名为艾米莉·狄金森，美国女诗人。